# 阿尔特纳克 (上莱茵省)
阿尔特纳克（法語：Altenach，法語發音：[altənak] ⓘ）是法国上莱茵省的一个市镇，属于阿尔特基什区。

## 地理
阿尔特纳克（47°36'24"N, 7°6'43"E）面积6.18 平方千米，位于法国大東部大區上莱茵省，该省份为法国东部内陆省份，是阿尔萨斯的一部分，今与下莱茵省组成了阿尔萨斯欧洲集体，其北临下莱茵省，西接孚日省，西南接贝尔福地区省，东侧沿莱茵河与德国相望，南与瑞士接壤。
与阿尔特纳克接壤的市镇（或旧市镇、城区）包括：芒斯帕克、达讷马里、巴莱尔斯多尔、沙瓦纳特、大沙瓦讷、叙阿尔斯。
阿尔特纳克的时区为UTC+01:00、UTC+02:00（夏令时）。

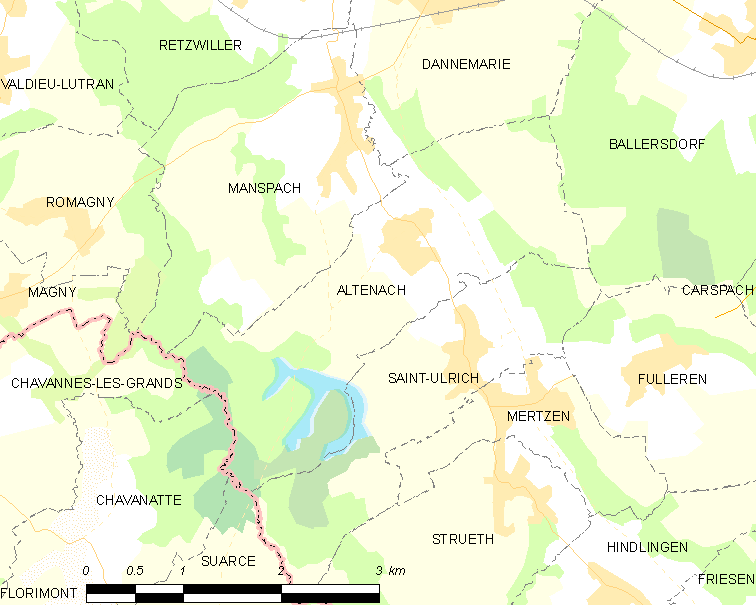
阿尔特纳克的OSM定位图

## 行政
阿尔特纳克的邮政编码为68210，INSEE市镇编码为68002。

## 政治
阿尔特纳克所属的省级选区为马斯沃-尼德布吕克县。

## 人口

1962-2008年间阿尔特纳克人口变化图示

阿尔特纳克于2022年1月1日时的人口数量为378人。
阿尔特纳克人口变化图示